# Ceratovacuna longifila
Ceratovacuna longifila är en insektsart. Ceratovacuna longifila ingår i släktet Ceratovacuna och familjen långrörsbladlöss. Inga underarter finns listade i Catalogue of Life.